# Paul Wiegmann
Paul B. Wiegmann (russisch Павел Борисович Вигман, Pawel Borissowitsch Wiegman; * 8. November 1952 in Rjasan) ist ein russisch-US-amerikanischer theoretischer Physiker und Professor am James-Franck-Institut der University of Chicago.
Wiegmann erhielt 1975 sein Diplom am Moskauer Institut für Physik und Technologie und wurde 1978 am Landau-Institut in Moskau bei Anatoli Iwanowitsch Larkin promoviert. Nach seiner Promotion forschte er am Landau-Institut. Ab 1992 war er als Professor in Chicago tätig und wurde dort Direktor des James-Franck-Instituts. Er ist dort Robert W. Reneker Distinguished Service Professor.
Bevor er in Chicago angestellt wurde, arbeitete er am Institute for Advanced Study.
Ebenfalls befasst er sich mit nichtlinearer Physik und entwickelte eine Theorie von Singularitäten in getriebenen Nichtgleichgewichtssystemen (klassisch und quantenmechanisch).
Wiegmann gelang es exakte Lösungen für eine Reihe von Modellen wechselwirkender Elektronen in der Festkörperphysik und in der Quantenfeldtheorie zu finden, zum Beispiel für das nichtlineare-Sigma-Modell in zwei Dimensionen mit Symmetriegruppe O(3), für das Kondo-Problem (mit dem Bethe-Ansatz, unabhängig Natan Andrei), für das Anderson-Modell  magnetischer Störstellen und für das Wess-Zumino-Witten-Modell (mit Alexander Poljakow). Insbesondere war er einer der Pioniere bei der Anwendung topologischer Methoden in der theoretischen Festkörperphysik und betonte deren Rolle in der quantenmechanischen Vielteilchenphysik.
2002 erhielt Wiegmann den Humboldt-Forschungspreis. 2003 wurde er Fellow der American Physical Society. 2004 war er Kramers-Professor an der Universität Utrecht (Spinoza Institut) und 2006 erhielt er den Blaise-Pascal-Lehrstuhl der Universität Paris-Süd. In 2017 wurde Wiegmann gemeinsam mit Natan Andrei der Lars-Onsager-Preis zugesprochen.

## Schriften
- mit A. Zabrodin: Large N expansion for normal and complex matrix ensembles. In: Pierre Cartier u. a.: Frontiers in Number Theory, Physics and Geometry. Band 2. Springer, 2007.
- Exact solution of the s-d exchange model (Kondo Problem). In: J. Phys. C. Band 14, 1981, S. 1463–1478.
- mit A. M. Tsvelick: Exact solution of the Anderson model. 1,2. In: J. Phys. C. Band 16, 1983, S. 2321, S. 2281.
- On the theory of nonabelian Goldstone bosons in 2 dimensions: Exact solution of the SU(N) x SU(N) nonlinear sigma model. In: Phys. Lett. B. Band 141, 1984, S. 217–222.
- mit Alexander Poljakow: Theory of nonabelian Goldstone bosons in 2 dimensions. In: Phys. Lett. B. Band 131, 1983, S. 121.
- Superconductivity in strongly correlated electronic systems and confinement versus deconfinement phenomenon. In: Phys. Rev. Lett. Band 60, 1988, S. 821.
- mit Hasegawa, Rice, Lederer: Theory of electronic diamagnetism in 2 dimensional lattices. In: Phys. Rev. Lett. Band 63, 1989, S. 907.
- Topological Mechanism of Superconductivity. In: Hendrik B. Geyer (Hrsg.): Field theory, topology and condensed matter physics (= Lect. Notes Phys. Band 456). Springer, 1995, S. 177–206 (arxiv.org).